# 딘만 하르둘 싱

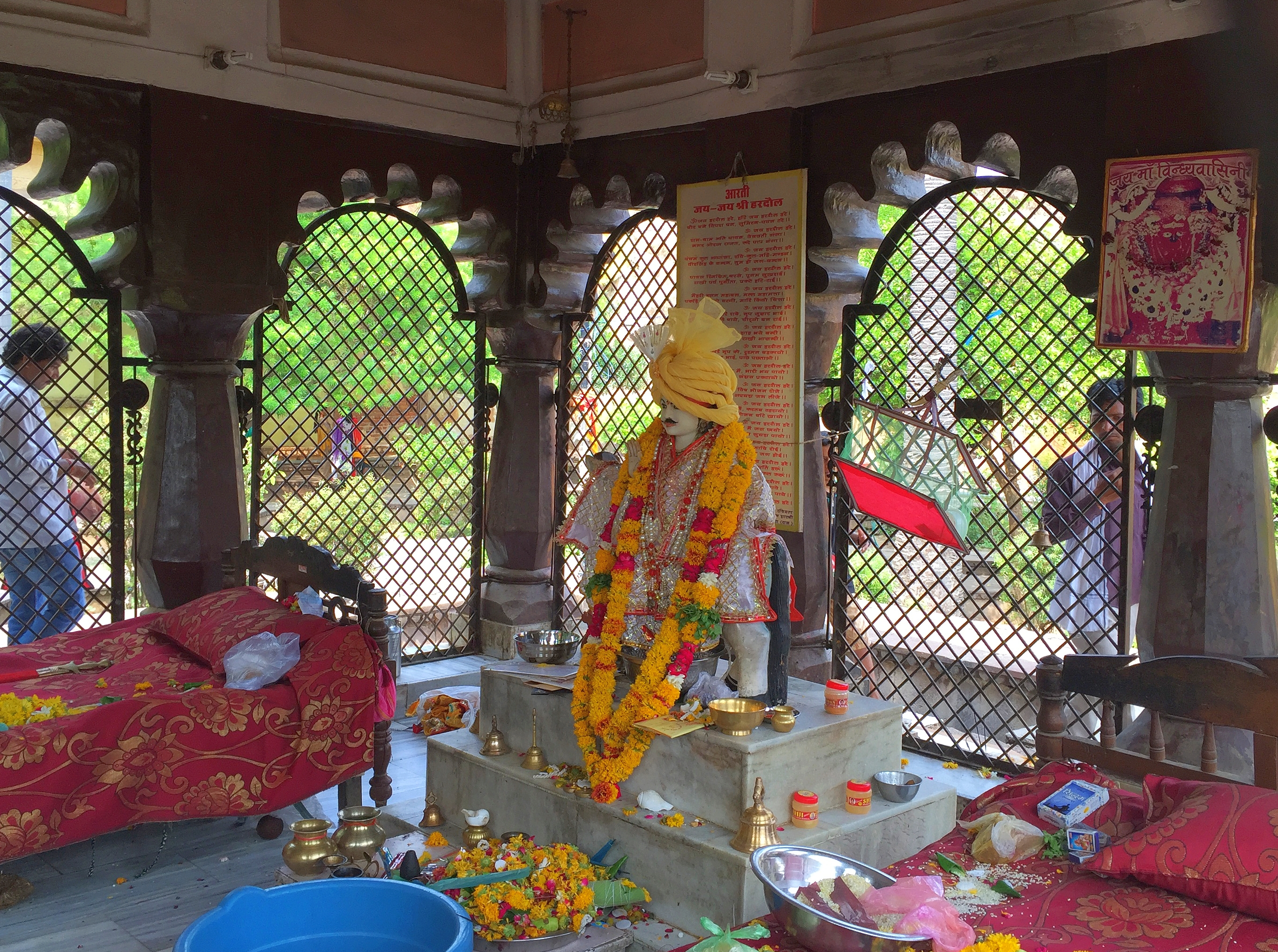
오리차의 하르둘 카 바이타크 기념관

딘만 하르둘 싱 또는 랄라 하르둘은 인도 분델칸드의 힌두교 민속 신이다. 그는 오르차의 제후로서 마하라자 버 싱 데오의 아들이었고 주자르 싱의 형제였다. 그는 1664년에 태어났고 1688년에 24세의 나이로 세상을 떠났다. 분델칸드에 있는 하르둘 사원은 오늘날 순례자들을 위한 중심지로 기능하고 있으며, 지역 신앙에서 그는 여전히 살아있는 신으로 숭배되고 있다.
그는 때때로 마호바의 알하와 우달의 조카로 여겨지기도 하지만 알하와 우달은 바나파르 씨족이었고, 라라 하둘은 분델라 씨족이었다.

## 민속
현지 전설에 따르면 하둘 왕자의 형인 주자르 싱은 두 사람의 혼외정사를 의심한 후 아내에게 하둘을 독살하라고 명령했다고 한다. 나중에 여동생이 주하르에게 딸의 결혼을 도와달라고 요청하자, 그는 결혼식에 나타난 죽은 하둘을 비꼬며 그녀를 언급했다.
지역 주민들은 여전히 하둘이 초대받은 결혼식에 참석하고, 사람들은 하둘에게 축복을 빌며 청첩장을 남긴다고 믿는다.

## 같이 보기
- 락슈미 바이